# Santiago Salfate
Santiago Segundo Salfate Núñez (* 12. Januar 1916 in Iquique; † 24. September 2010  in Santiago de Chile) war ein chilenischer Fußballspieler und -trainer. Der Abwehrspieler gewann vier Meistertitel und nahm mit der Nationalmannschaft Chiles an zwei Südamerikameisterschaften teil.

## Vereinskarriere
Santiago Salfate spielte als Jugendlicher bei Unión Pueblo Nuevo, einem Verein im Stadtteil von Iquique. Er spielte bis 1938 für die Stadtauswahl von Iquique, mit der er beim nationalen Turnier 1937 die Amateurmeisterschaft gewann. Im Spiel gegen den Meister der Profiliga, CSD Colo-Colo, war Salfate trotz der Niederlage einer der auffälligsten Spieler beim Klub aus dem Norden.
Durch den starken Auftritt kam sein Wechsel zum CSD Colo-Colo zustanden, für das er beim Campeonato de Apertura im Juni 1938 sein erstes Spiel absolvierte. Mit den Albos gewann er vier Meisterschaften, darunter auch die Meisterschaft 1941, in der Colo-Colo mit Trainer Ferenc Plattkó ungeschlagen blieb. 1945 wechselte Salfate zum CD Green Cross, mit dem er im selben Jahr die einzige Meisterschaft der Vereinsgeschichte holte. 1949 beendete er seine Karriere. 1959 trainierte Salfate für kurze Zeit Coquimbo Unido. 

## Nationalmannschaftskarriere
In der Nationalmannschaft Chiles debütierte Santiago Salfate bei der 1:6-Niederlage beim Campeonato Sudamericano 1942 gegen den späteren Sieger Uruguay. Bei der Südamerikameisterschaft spielte er an der Seite von Humberto Roa alle sechs Partien, wobei das Spiel gegen Gastgeber Argentinien nach 43 Spielminuten abgebrochen wurde, nachdem die Chilenen aus Protest gegen die Schiedsrichterleistung das Feld verlassen hatten. Die Punkte wurden Argentinien zugerechnet. Am Ende landete Chile auf dem sechsten und vorletzten Platz. 
Auch beim Campeonato Sudamericano 1946 absolvierte Salfate alle fünf Turnierspiele. Chile wurde nach zwei Siegen und drei Niederlagen Fünfter der sechs Teilnehmer. Bei der 1:5-Niederlage gegen Brasilien erzielte der Abwehrspieler seine einzigen Länderspieltreffer per Elfmeter zum zwischenzeitlichen 1:4. Insgesamt stand Salfate in elf Länderspielen auf dem Platz.

## Erfolge
CSD Colo-Colo
- Chilenischer Meister: 1939, 1941, 1944
- Sieger des Campeonato de Apertura: 1938, 1940

Green Cross
- Chilenischer Meister: 1945